# 洛斯阿尔科斯
洛斯阿尔科斯（西班牙語：Los Arcos）是西班牙纳瓦拉的一个市镇。总面积58平方公里，总人口1286人（2001年），人口密度22人/平方公里。